# التركيب الداخلي للقمر

صورة تظهر التركيب الداخليّ للقمر: اللون الأصفر الفاقع هو النواة الداخلية، والغامق هو النواة الخارجية، والأزرق الفاتح هو الدثار الأولي، والغامق هو الدثار المستنزف، والرمادي هو القشرة.

يعدُّ القمر جُرماً متبايناً، إذ يتألف جيوكيميائياً من نواة ودثار وقشرة متمايزة. ويعتقد أن هذا التركيب قد تطور من جراء التبلور التجزيئي لمحيط صهارة القمر، بعد وقت قصير من تشكل القمر قبل 4.5 مليار سنة.
أدت عملية التبلور إلى تشكل معدن قاتم نتيجة ترسيب مركبات معدنية مثل الأوليفين والبيروكسين بعد أن تبلور ثلاث أرباع محيط الصهارة القمري. كما يمكن أن تتشكل وتطفو طبقة ذات كثافة منخفضة من البلاغيوكلاس في أعلى القشرة القمرية.
أما آخر السوائل المتبلورة فسوف تنحصر ما بين القشرة والدثار، مشكلةً مركبات غير متجانسة وعناصر مُنتجة عند درجات حرارة عالية.
وهذا يتناسق مع التخطيط الرإداري لقشرة المركبة التي تمت من خلال المركبات المدارية. والتي أظهرت أن معظم تركيب القشرة هو الآنورثوسايت. كما أظهرت العينات المأخوذة من الصخور القمرية ذات المنشأ البركاني الناشئة نتيجة تجمد الصهارة المتدفقة، من أن هذه الصخور غنية بالحديد. وهذا يدل على غنى القمر بالحديد ومن خلال الدراسة يتوقع أنه ذو تركيب حديد أغنى مما هو عليه في الأرض.
يقدر الجيولوجيون أن متوسط سمك القشرة القمرية حوالي 50 كم.
يعدّ القمر ثاني أكثف قمر طبيعي في المجموعة الشمسية بعد قمر المشتري إيو. ومع ذلك فنواة القمر صغيرة بنصف قطر تقريبي 350 كم، وهو ما يشكل تقريباً 20% من حجم هذا الجرم. بينما تشكل نواة الأجرام الصخرية حوالي 50% من حجم هذه الأجرام. ولم يحدد تركيبها بشكل دقيق، لكن يعتقد أنها مكونة من خلائط حديدية تحوي كميات قليلة من الكبريت والنيكل. وقد تبين من خلال تحليل تغيرات وقت دوران القمر من أن جزءًا على الأقل من هذه النواة على شكل صهارة.
أدى ذوبان جزئي داخل دثار القمر إلى انبعاث البازلت إلى سطح القمر. تشير تحليلات البازلت إلى أن الدثار يتكون في الغالب من أورثوبروكسين والأوليفين والبيروكسين وكلينوبيروكسين وأن دثار القمر هو أكثر غنى بالحديد من الأرض. بعض البازلت القمري يحتوي على تركيزات عالية من التيتانيوم، مما يوحي بأن الدثار شديد التباين في التكوين. تم اكتشاف زلازل قمرية تحدث عميقة داخل دثار القمر حوالي 1000 كم تحت السطح. وهي تحدث بشكل دوري شهري وترتبط بقوى المد والجزر.وتحدث أيضاً زلازل قمرية على عمق 100 كم تحت السطح لكنها نادرة الحدوث ويبدو أنها لا ترتبط بقوى المد والجزر.